# Wallows
Wallows — американський рок-гурт з Лос-Анджелеса, що складається з Брейдена Лемастерса, Коула Престона і Ділана Міннетта. Гурт почав випускати пісні самостійно у квітні 2017 року, починаючи з «Pleaser», яка посіла друге місце у чарті Spotify Global Viral 50. 2018 року вони підписали контракт із лейблом Atlantic Records та випустили мініальбом Spring для свого лейбла. Їх дебютний студійний альбом Nothing Happens вийшов у 2019 році і містив сингл "Are You Bored Yet? ".

## Історія
Троє учасників гурту — Брейден Лемастерс (гітара та вокал), Коул Престон (барабани) та Ділан Міннетт (гітара та вокал) — сформували музичний гурт у дитинстві, спочатку вони називалися Join the Band. Протягом наступного десятиліття вони виступали разом, змінюючи назву гурту. Вони також брали участь у Warped Tour 2011 року.
У квітні 2017 року гурт Wallows випустив свій перший сингл під назвою «Pleaser». Пісня зрештою посіла друге місце в чарті Spotify Global Viral 50 і перше місце в плейлисті KROQ Localals Only. У травні 2017 року гурт випустив другий сингл «Sun Tan» і почав виступати наживо у Лос-Анджелесі. У вересні 2017 року вони випустили третій сингл Uncomfortable.
У листопаді 2017 року їхня пісня «Pulling Leaves Off Trees» була вперше представлена на радіо-шоу Zane Lowe's Beats 1. Цього місяця гурт також оголосив про своє перше турне Північною Америкою, яке триватиме з січня по березень 2018 року. Тур почався в Сан-Франциско 24 січня У лютому 2018 року гурт оголосив, що підписав контракт з Atlantic Records і запланував випуск дебютного EP «Spring» у квітні 2018 року. Вони також випустили новий сингл Pictures of Girls. Пісня була обрана як «Critical Cut» SiriusXM Alt Nation.
У березні 2018 року Wallows завершили своє північноамериканське турне на півдні Southwest. Пізніше цього місяця вони випустили другий трек із Spring під назвою These Days. EP вийшов 6 квітня 2018 року Atlantic Records.
1 лютого 2019 року Wallows випустили сингл "Are You Bored Yet? " за участю Clairo. Ця пісня є частиною їхнього дебютного альбому Nothing Happens, що вийшов 22 березня 2019 року. Наступне музичне відео також випустили в цей день Noah Centineo та Kaitlyn Dever.
У лютому 2020 року Wallows вирушили на черговий етап свого туру Nothing Happens Tour, який є продовженням їхнього туру Nothing Happens Tour 2019 з 15 додатковими зупинками. Гурт співпрацював з місцевими некомерційними благодійними організаціями у кожному з міст цього етапу туру, таких як Project Lazarus та ЛГБТ-центр Ролі. Перед кожним виступом гурт публікував список предметів, які їх учасники могли принести для пожертвування (в обмін на значок Wallows).

## Склад гурту
- Ділан Міннетт — вокал, ритм-гітара, клавішні (2017–..)
- Брейден Лемастерс — вокал, соло-гітара, бас-гітара (2017–..)
- Коул Престон — ударні, бек-вокал (2017–..)